# Vierfarbige Kuckuckshummel
Die Vierfarbige Kuckuckshummel (Bombus quadricolor) ist eine Art der parasitär lebenden Kuckuckshummeln. Sie parasitiert vor allem bei der Hellen Erdhummel (Bombus lucorum), aber auch bei der Glockenblumen-Hummel (Bombus soroeensis). Sie ist in weiten Teilen Europas verbreitet.

## Merkmale
Die Vierfarbige Kuckuckshummel ähnelt in der Erscheinung der Hellen Erdhummel. Die Weibchen werden zwischen 23 und 25 Millimeter lang, die Drohnen genannten Männchen erreichen eine Länge von etwa 15 bis 18 Millimetern. Die Flügelspannweite der Weibchen beträgt um 36 bis 44 Millimeter, diejenige der Männchen etwa 28 bis 34 Millimeter. Die Art hat einen rundlichen Kopf und einen kurzen Rüssel. Im Unterschied zur Hellen Erdhummel sind die Flügel dunkler und auf dem zweiten Tergiten fehlt die helle Querbinde. Die Kopfbinde reicht circa eineinhalb bis zwei Millimeter unter den Ansatz des Flügels.

## Lebensweise
Die polylektischen Männchen der Vierfarbigen Kuckuckshummel  ernähren sich meist von Ackerbohnen, Flockenblumen, Skabiosen, Disteln und anderen Korbblütlern. Die Weibchen hingegen präferieren Löwenzahn.
Die Art ist univoltin, d. h., es gibt im Jahr nur eine Generation. Dabei treten die überwinterten Weibchen zwischen Mitte April und Mitte August auf, die frischen Weibchen zusammen mit den Männchen Mitte Juli bis Ende September.